# Shannon Galea
Shannon Galea (20 augustus 1988) is een Canadees-Maltese skeletonster. Ze komt uit voor Malta.

## Biografie
Shannon Galea is geboren op 20 augustus 1988 In Canada. Ze heeft de Maltese nationaliteit via haar vader. Ze begon als professioneel softbal speelster, maar schakelde later over naar skeleton. Als softbal speelster won ze verschillende provinciale en nationale softbal titels. Ook speelde en coachte ze in verschillende nationale softbal federaties. Met haar deelname aan het EK in 2022 werd ze de eerste Maltese die deelnam aan een Europees kampioenschap Skeleton.

## Resultaten

### WK
| Jaar | Plaats       | Rang |
| ---- | ------------ | ---- |
| 2023 | Sankt Moritz | 030  |
| 2025 | Lake Placid  | 028  |

### EK
| Jaar | Plaats       | Rang |
| ---- | ------------ | ---- |
| 2022 | Sankt Moritz | 015  |
| 2025 | Lillehammer  | 025  |